# Pierre Werner
Pierre Werner (Saint-André-lez-Lille, 29 de diciembre de 1913 - Luxemburgo, 24 de junio de 2002) fue un político luxemburgués miembro del Partido Popular Social Cristiano, que fue primer ministro de Luxemburgo durante tres legislaturas y una figura destacada de la Unión Europea.
En calidad de primer ministro de Luxemburgo, en 1970, Werner presenta al Consejo y a la Comisión un informe que recoge las bases del camino hacia la Unión Económica y Monetaria.
Durante su mandato como primer ministro, en el segundo semestre de 1980, le correspondió ejercer como Presidente de turno del Consejo Europeo, sustituyendo a Francesco Cossiga y siendo sucedido por Dries van Agt.  
En 1998 recibió junto a Jacques Santer el Premio Príncipe de Asturias de Ciencias Sociales.

## Plan Werner
El documento bautizado como Plan Werner establece una Unión Económica y Monetaria en tres fases:
- Convertibilidad irreversible de las monedas comunitarias
- Centralización de la política monetaria y crediticia
- Puesta en circulación de una moneda común.